# Sophia Dreyer

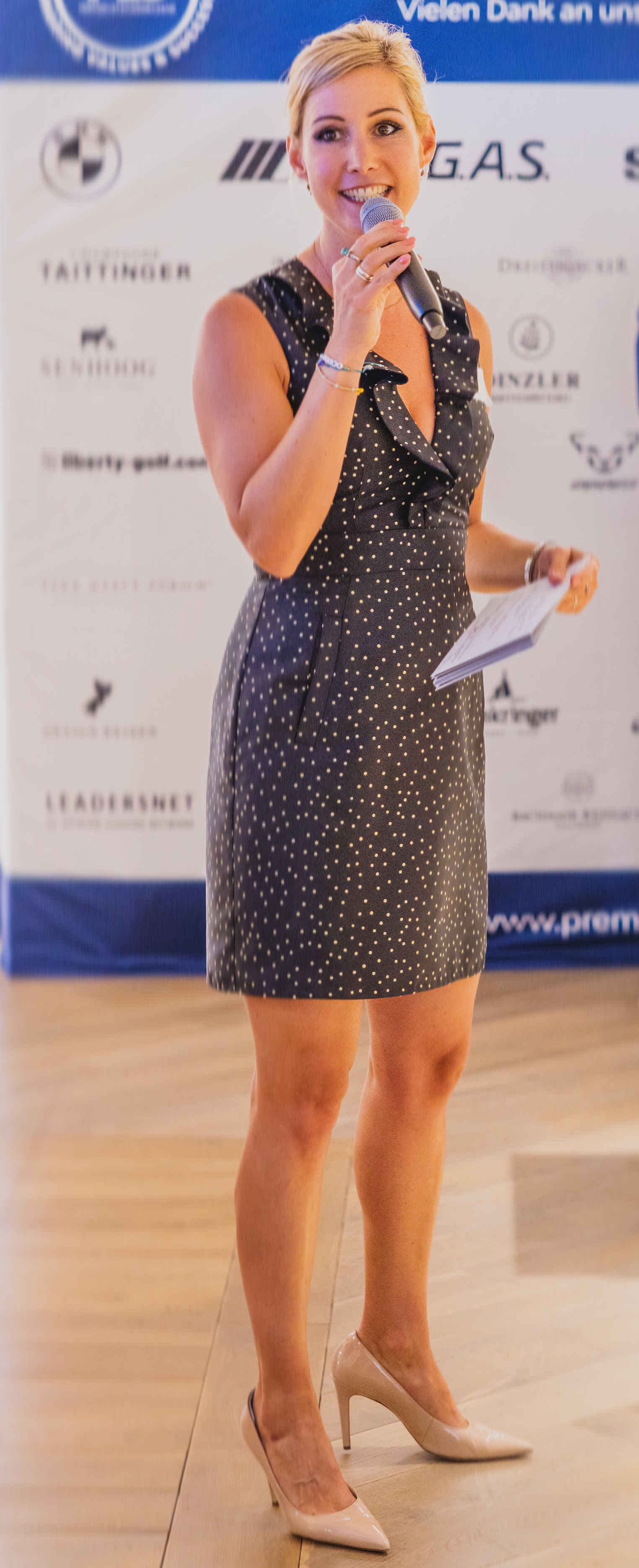
Sophia Dreyer (2022)

Sophia Dreyer (geboren am 6. April 1977 in München) ist eine deutsche TV-Moderatorin beim lokalen Fernsehsender münchen.tv.

## Werdegang
Die gebürtige Münchnerin ist in Walpertskirchen im Landkreis Erding aufgewachsen. Nach einem Auslandsaufenthalt (High-School-Abschluss) in Bakersfield, Kalifornien, absolvierte sie ihr Abitur im Gymnasium Kirchheim. Nach ihrem Architekturstudium an der Technischen Universität München arbeitete sie an der Bayerischen Staatsoper in der Kostümmalerei. Von 2007 bis 2017 war sie Produktionsleiterin in der Kostümabteilung. In der Spielzeit 2014/15 zeichnete sie verantwortlich für die Kostüme der Oper Le Comte Ory mit Regisseur Marcus H. Rosenmüller. Gesangsunterricht und diverse Stimmausbildungen begleiteten sie und seit 2016 ist sie Sängerin der bayerisch-italienischen Band Amalfi Swing. Nach einer Ausbildung zur Redakteurin und Moderatorin ist sie seit 2019 verantwortlich für das Format „Heimatgschichtn“ auf münchen.tv und tv.ingolstadt. Außerdem war sie als Wiesnreporterin auf dem Oktoberfest 2019 und 2022 unterwegs und moderiert diverse Livestreams und Events.

## Privates
Sophia Dreyer ist verheiratet und hat eine Tochter.